# Cyclostrema bibi
Cyclostrema bibi là một loài ốc biển, là động vật thân mềm chân bụng sống ở biển thuộc họ Liotiidae.